# Taggticka
Taggticka (Sistotrema confluens) är en svampart som beskrevs av Pers. 1794. Enligt Catalogue of Life ingår Taggticka i släktet Sistotrema,  och familjen Hydnaceae, men enligt Dyntaxa är tillhörigheten istället släktet Sistotrema,  och familjen Sistotremataceae. Arten är reproducerande i Sverige. Inga underarter finns listade i Catalogue of Life.